# Hymeneliaceae
Hymeneliaceae is een botanische naam voor een familie van korstmossen behorend tot de orde Hymeneliales. Het typegeslacht is Hymenelia.

## Geslachten
De familie bestaat uit de volgende drie geslachten:
- Hymenelia
- Ionaspis
- Tremolecia